# Киселёв, Алексей Дмитриевич
Алексей Дмитриевич Киселёв (17 марта 1905, Чита — 24 августа 1979) — советский архитектор, участник Великой Отечественной войны. Автор двух крупных памятников советским воинам в Крыму: в Керчи на горе Митридат и в Севастополе на Сапун-горе. Ныне это объекты культурного наследия федерального значения и регионального значения.

## Биография
Родился 17 марта 1905 года в городе Чита. Поступил и окончил Омский художественно-промышленный институт (ныне Омский художественно-промышленный техникум). Работал инженером-архитектором и преподавателем кафедры архитектуры в институтах Новосибирска и Свердловска. Перед началом Великой Отечественной войны работал архитектором-планировщиком в городе Ростове. В 1941 году был Алексей Дмитриевич был мобилизован на строительство оборонительных сооружений на Кавказе. В феврале 1942 года Ворошиловским РВК города Шахты был призван в действующую армию. Командир саперного взвода 344-го отдельного сапёрного батальона. Служил в составе 318-й стрелковой дивизии Приморской армии, вместе с которой он прошел боевой путь от Кавказа до стен Севастополя. Демобилизован 8 октября 1945 года.
Из воспоминаний Киселёва А. Д.
«… Довелось мне принимать участие в проектировании и создании монуметов на мысе Херсонес и на горе Митридат в Керчи ….Мне выпала честь в соавторстве с академиком архитектуры Гинсбургом работать над сооружением обелиска Славы на вершине горы Митридат в память солдат Отдельной Приморской Армии и моряков, павших в боях за освобождение Крыма в ноябре 1943-апреле 1944 года. Он был открыт 8 октября 1944 года. И каждый, кто сегодня приходит к этим величественным памятникам…, воздвигнутым в честь павших героев в годы Великой Отечественной войны 1941-1945 гг. в почтении склоняет голову перед памятью тех, кто в суровых боях отстоял свободу и независимость нашей Родины. Эти памятники –символ героических событий, которые никогда не забудет народ….».
Скончался 24 августа 1979 года. По завещанию Киселёва А. Д. урна с его прахом была похоронена в Севастополе на Братском кладбище Великой Отечественной войны в посёлке Дергачи.

## Известные проекты

### Обелиск Славы на горе Митридат
Как архитектору по образованию Киселёву была поставлена ответственная задача: спроектировать монумент увековечивающий подвиг солдат и офицеров Приморской армии. Технический проект являлся реализацией архитектурных эскизов академика М. Я. Гинзбурга.
В постановлении Военного Совета Отдельной Приморской Армии от 23 октября 1944 № 0233 (действующая армия) «О передаче памятников героям павшим смертью храбрых за освобождение Крыма-СНК Крымской АССР.» отмечаются:
Академик М. Я. Гинзбург - за разработку проектов памятников и активное участие в строительстве – ему вынесена благодарность и представлен к правительственной награде. 
За проявленную инициативу , активность и четкую организацию работ по строительству памятников объявлена благодарность: Ст.инспектору отдела учета персональных потерь подполковнику Колесникову И.Г.; Командиру 9О МИБ подполковнику Киневскому Ф.И.; Командиру 24 ОДЭБ подполковнику Вайда; Лейтенанту-архитектору Киселёву А.Д.; Инженер-майору Андрееву Н.П.; Гв.старшему лейтенанту Лапшину Л.И.; Ст. технику-лейтенанту Нижерадзе Г.В.; Ст.лейтенанту Белозерову Е.В.; начальнику тыла армии генерал-майору Хилинскому представить к 25 октября 1944г. материал для награждения особо отличившихся активных участников строительства памятников.
Памятник в Керчи был сооружён воинами 9-го мотоинженерного батальона подполковника Ф. И. Киневского. Трёхгранный 24-метровый обелиск установлен на многоступенчатом постаменте. На стороне, обращенной к городу, укреплен макет Ордена Славы. Строгий, светло-серого камня памятник виден на расстоянии до 20 км. На постаменте, словно охраняя обелиск, стоят три 76-мм пушки. Рядом — большая мемориальная доска в виде развернутой книги, выполненная из мрамора.
Монумент был открыт 8 октября 1944 и стал одним из первых памятников, посвященных событиям Великой Отечественной войны на территории СССР.

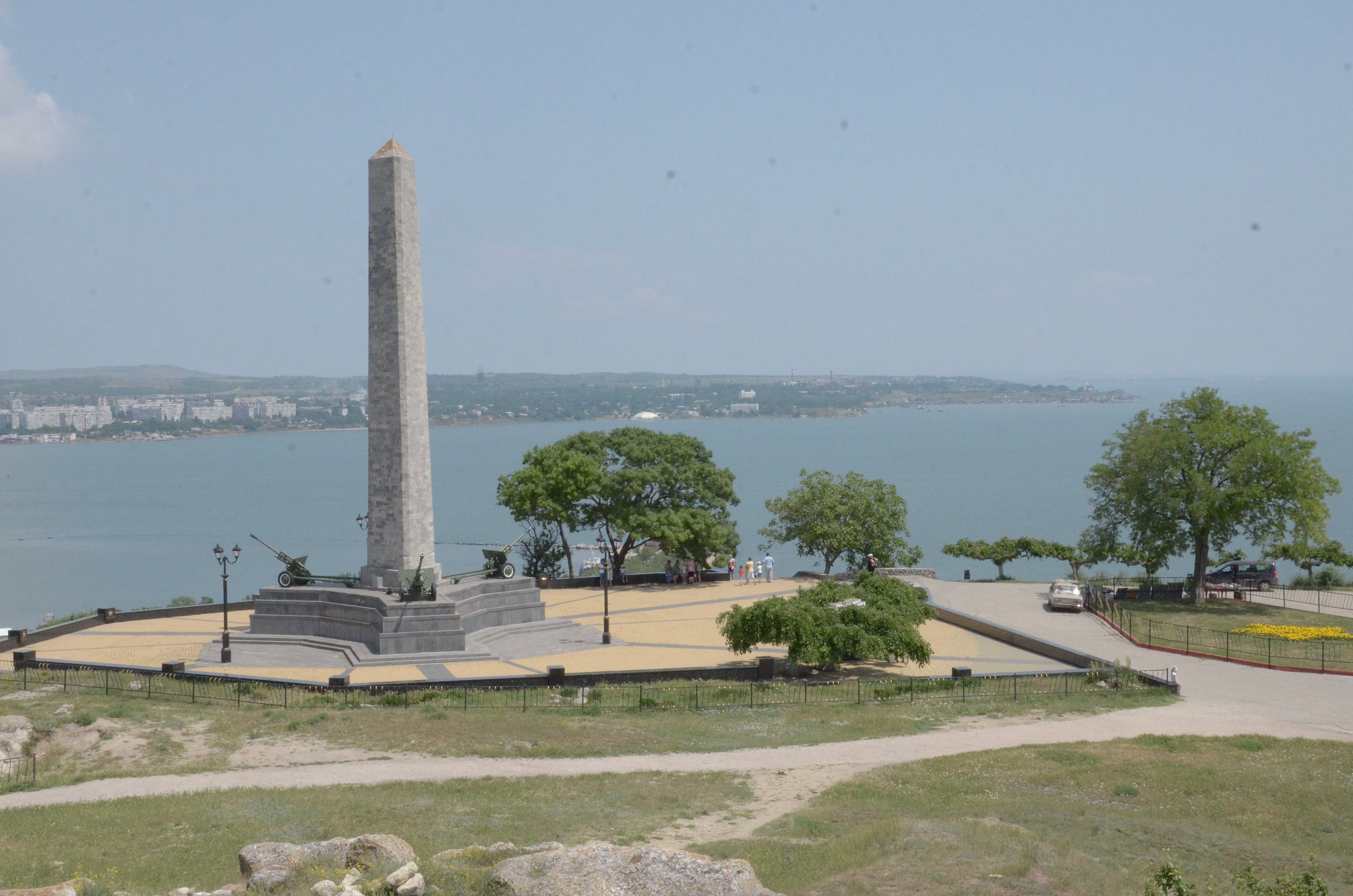
Обелиск Славы на горе Митридат, общий вид комплекса
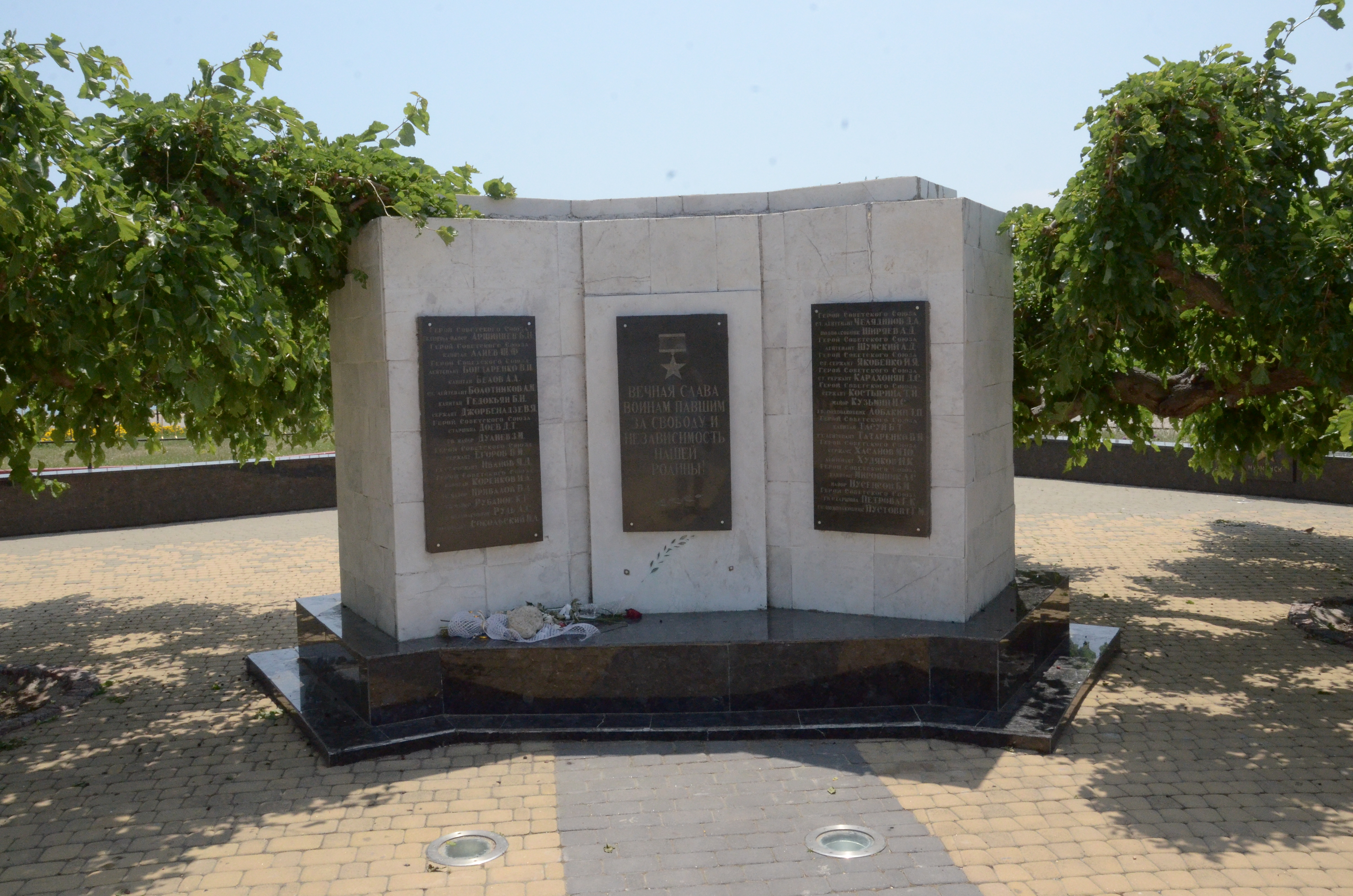
Стела
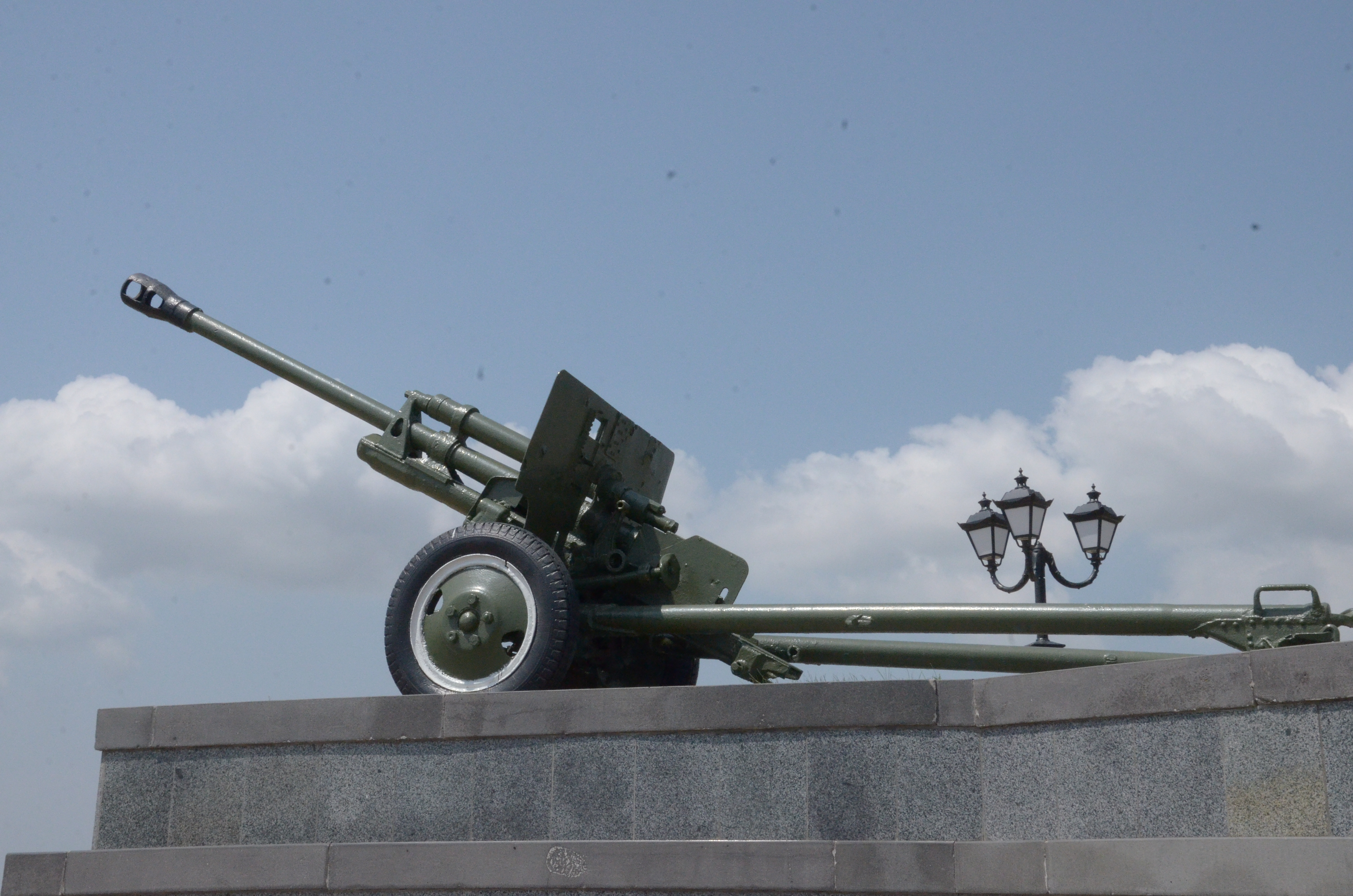
Орудия
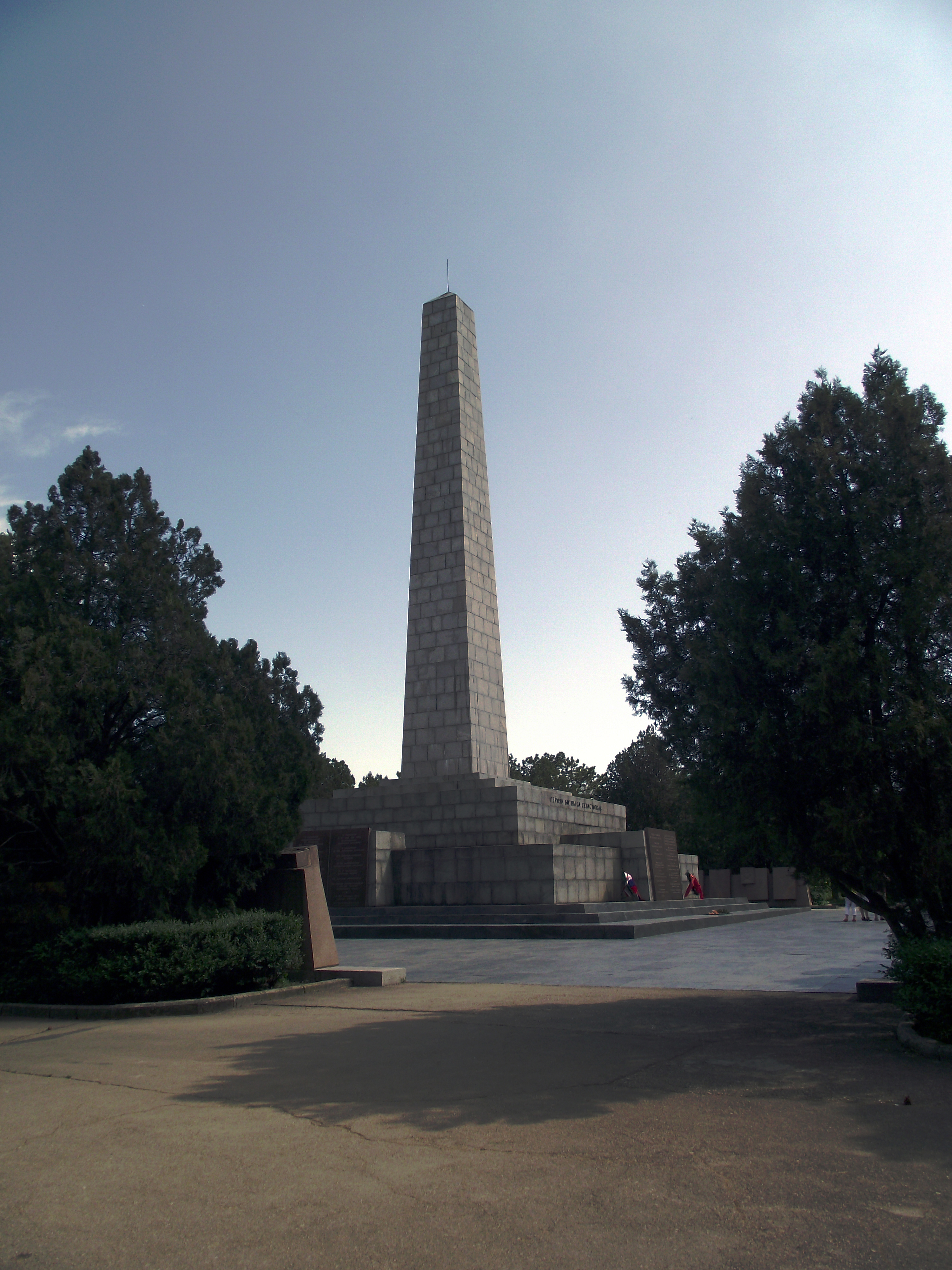
Монумент Славы на Сапун-горе
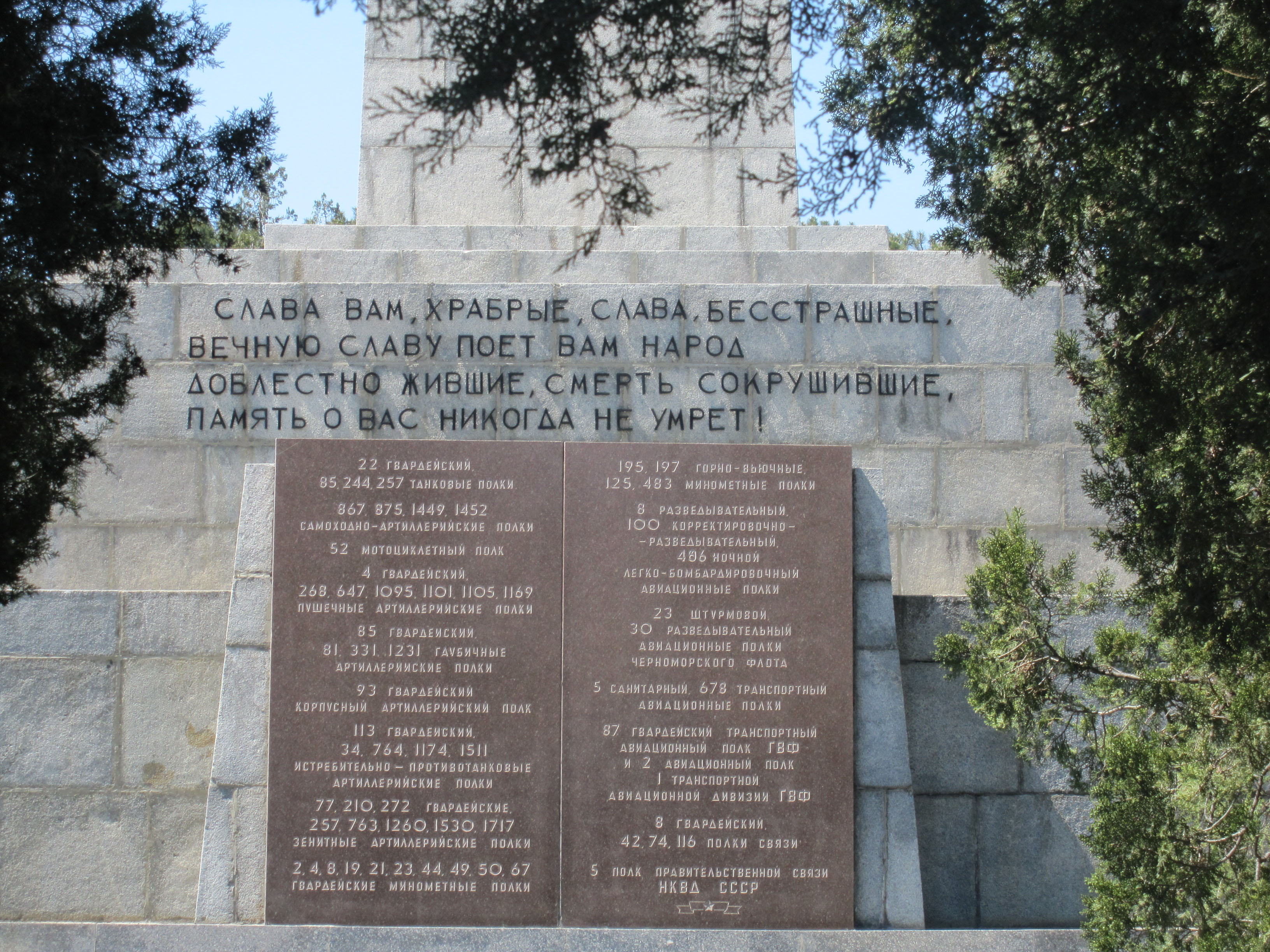
Мемориальная надпись

### Обелиск — памятник Славы воинам-освободителям
Проект был разработан в кратчайший срок, и после одобрения Военным советом армии начались работы по сооружению обелиска.
Возводился памятник в трудных условиях на каменистой поверхности гребня Сапун-горы, изрытой взрывами бомб и снарядов, силами участников освобождения Севастополя — офицеров, сержантов и рядовых инженерных частей Приморской армии под командованием лейтенанта В. В. Сучкова, командира взвода 63-й инженерно-сапёрной бригады.
В 1962 году проведена реконструкция памятника (архитекторы В. М. Артюхов и В. К. Цаккер).
Надпись на восточном фасаде верхнего яруса постамента «СЛАВА ВАМ, ХРАБРЫЕ, СЛАВА, БЕССТРАШНЫЕ, ВЕЧНУЮ СЛАВУ ПОЕТ ВАМ НАРОД, ДОБЛЕСТНО ЖИВШИЕ, СМЕРТЬ СОКРУШИВШИЕ, ПАМЯТЬ О ВАС НИКОГДА НЕ УМРЕТ». Надпись на западном фасаде верхнего яруса постамента: «ГЕРОЯМ БИТВЫ ЗА СЕВАСТОПОЛЬ». Памятная доска с высеченным текстом, окрашенным бронзовой краской: «Сооружен отдельной Приморской армией в 1944 году по проекту архитектора лейтенанта А. Д. Киселёва. Реконструирован в 1962 г.».

## Награды
- Орден Красной Звезды (23.06.1944)[5].